# Lycodes pacificus
 Lycodes pacificus és una espècie de peix de la família dels zoàrcids i de l'ordre dels perciformes. Va ser descrit pel zoòleg noruec Robert Collett el 1879.

## Morfologia
- Els adults poden assolir 46 cm de longitud total.[2][3]

## Alimentació
Menja cucs marins, crustacis, bivalves petits i estrelles de mar amb potes.

## Depredadors
És depredat per Anoplopoma fimbria i algunes espècies de la família dels Scorpaenidae.

## Hàbitat
És un peix marí i d'aigües profundes que viu entre 9-399 m de fondària. Es troba al Pacífic oriental: des del Golf d'Alaska fins al nord de la Baixa Califòrnia (Mèxic).

## Ús comercial
La seua carn és bona però no gaire apreciada. És inofensiu per als humans.